# Roger Allouès
Roger Allouès, né le 19 juin 1920 à Mateur et mort le 29 janvier 1997 à Antibes, est un des premiers Français libres, Compagnon de la Libération, ayant fait partie du bataillon d'infanterie de marine et du Pacifique.

## Décorations
- Officier de la Légion d'honneur (1996)[3]
- Compagnon de la Libération par décret du 7 mars 1941[4]
- Médaille militaire
- Croix de guerre 1939–1945, palme de bronze
- Médaille coloniale avec agrafes « Libye », « Bir-Hakeim », « Tunisie »
- Insigne des blessés militaires
- Médaille commémorative des services volontaires dans la France libre
- Médaille commémorative française de la guerre 1939–1945 avec barrettes « Afrique », « Italie », « Libération »

## Vidéographie
- Frères d'armes - Roger Allouès, série Frères d'armes, film-portrait raconté par Jean-Pierre Bacri, co-réalisé par Pascal Blanchard et Rachid Bouchareb, 2016, 2 minutes. [voir en ligne]